# Moaï

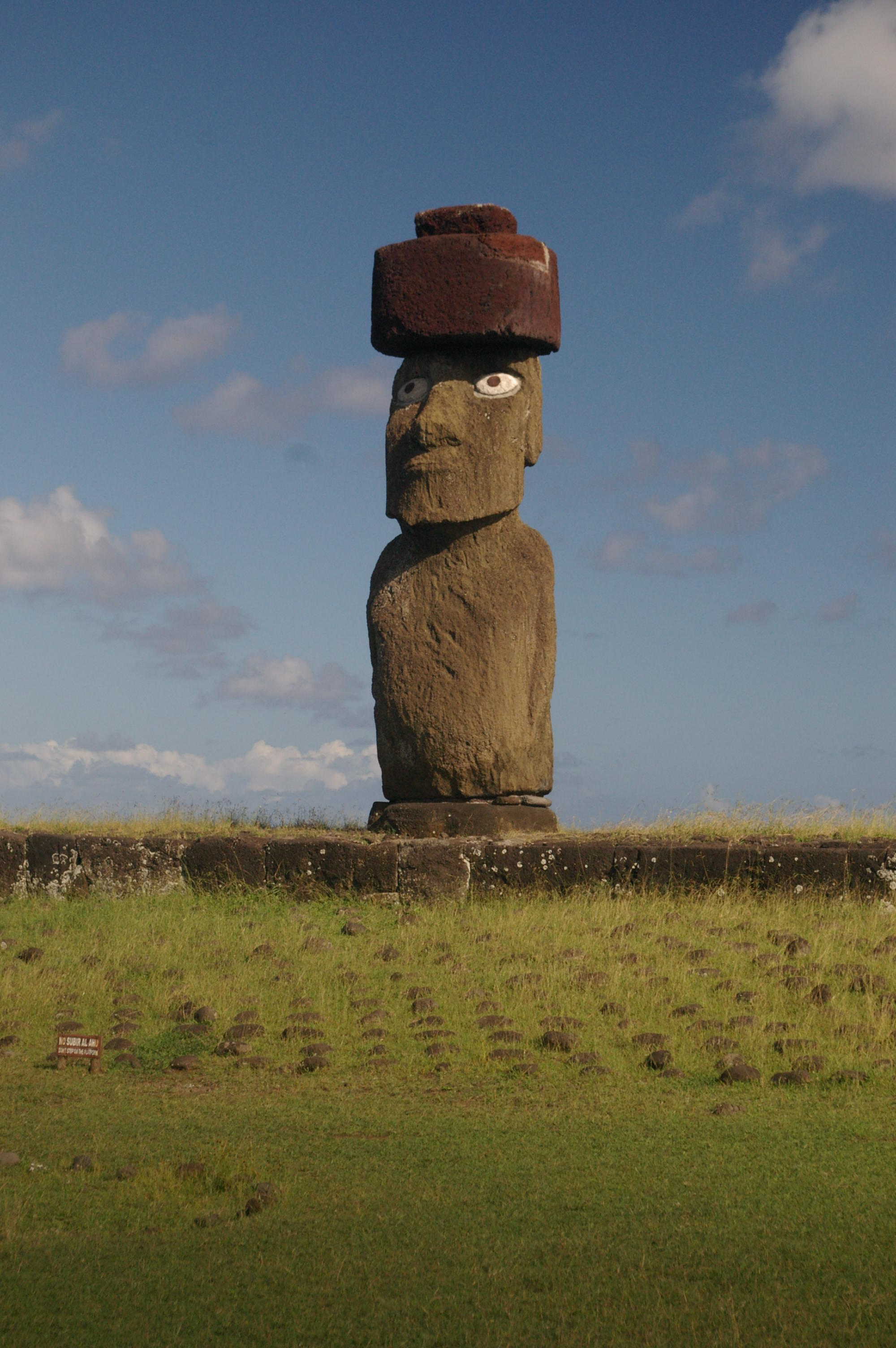
Un moaï restauré.

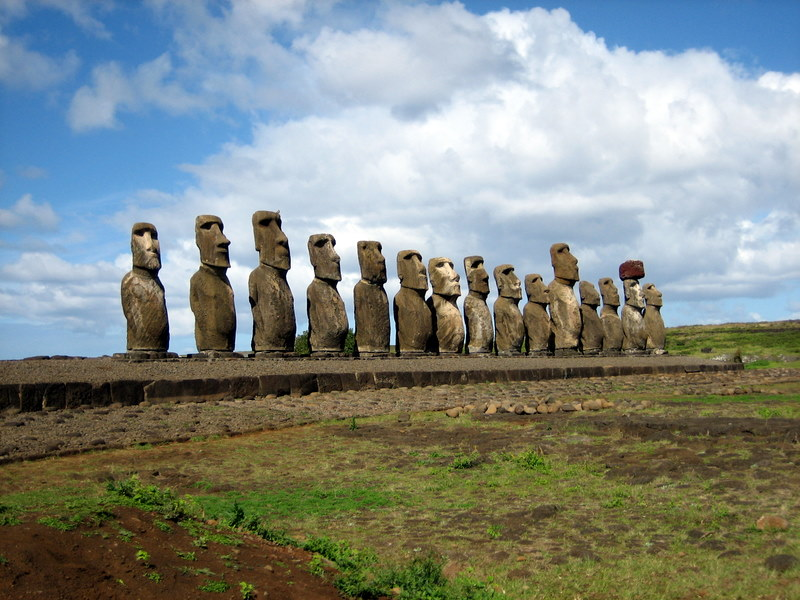
Ensemble restauré de moaï sur l’ahu Tongariki.

Les moaï sont des statues monumentales découvertes en 1722 par le navigateur néerlandais Jakob Roggeveen. Construites par les Rapa Nui, elles sont situées sur l’île de Pâques, en Polynésie orientale. Ces statues datent des XIIIe et XVe siècles. La majorité de ces monolithes sont sculptés dans du tuf issu principalement de la carrière du volcan Rano Raraku. Quelques-uns ont cependant été sculptés dans d’autres roches volcaniques de l’île (basalte, trachyte ou tuf volcanique). Leur taille varie de 2,5 à 9 mètres. Selon Jo Anne Van Tilburg, le nombre de moaï sur l’ensemble de l’île s’élève à 887 avec un poids moyen de 13,78 tonnes, mais les plus gros atteignent 80 tonnes. Tous ne sont pas visibles, certains étant fragmentés ou ayant été récupérés pour construire d’autres monuments.
Les moaï sont l’œuvre des matamua (« ceux d’autrefois » en maori) ou haumaka (ainsi désignés parce qu’ils s’identifiaient comme descendants du découvreur polynésien Hotu Matu'a, venu, selon leur tradition orale, de « Hiva », peut-être Hiva Oa ou Nuku Hiva). Achevés, ces monolithes étaient dressés et installés en rang sur les ahu, plateformes cérémonielles, et étaient tournés vers l’intérieur de l’île, à l’exception de l’ahu Akivi où ils regardent l’océan. Ils possédaient des yeux blancs faits de corail blanc, des iris noirs en obsidienne ou rouges en tuf volcanique, et portaient une coiffe cylindrique, le pukao, fait de tuf rouge issu de la carrière de Puna Pau et pouvant peser plusieurs tonnes.
Les Européens découvrent les moaï après bien des séismes, tsunamis et troubles sociaux qui ont eu lieu entre les XVe et XVIIIe siècles : beaucoup de statues sont inachevées, et la plupart de celles des ahu sont renversés, les yeux brisés et dispersés, les pukao ayant roulé au sol, et les sédiments les ayant en partie, voire totalement recouverts. L’île est en effet un édifice volcanique situé aux marges de la plaque de Nazca, à la croisée de la dorsale est-Pacifique et de celle du Chili. On pense qu’au XVIIe siècle l’extraction de ces effigies a cessé en raison du remplacement du culte des ancêtres par celui du dieu Make-make et du Tangata manu, l'« homme-oiseau », aux XVIe – XVIIe siècles.
Les ahu sont alors devenus des nécropoles regroupant des tombes secondaires pour la réinhumation de squelettes apportés d’ailleurs. Depuis le XXe siècle, ahu et moaï ont été l’objet de nombreuses études, livres et films documentaires. Devenus emblématiques de l’île, ils constituent un enjeu économique majeur grâce au tourisme. Plusieurs ahu ont été partiellement restaurés, avec leurs moaï redressés, ayant retrouvé leurs yeux et leur pukao.

## Histoire de la découverte des moaï

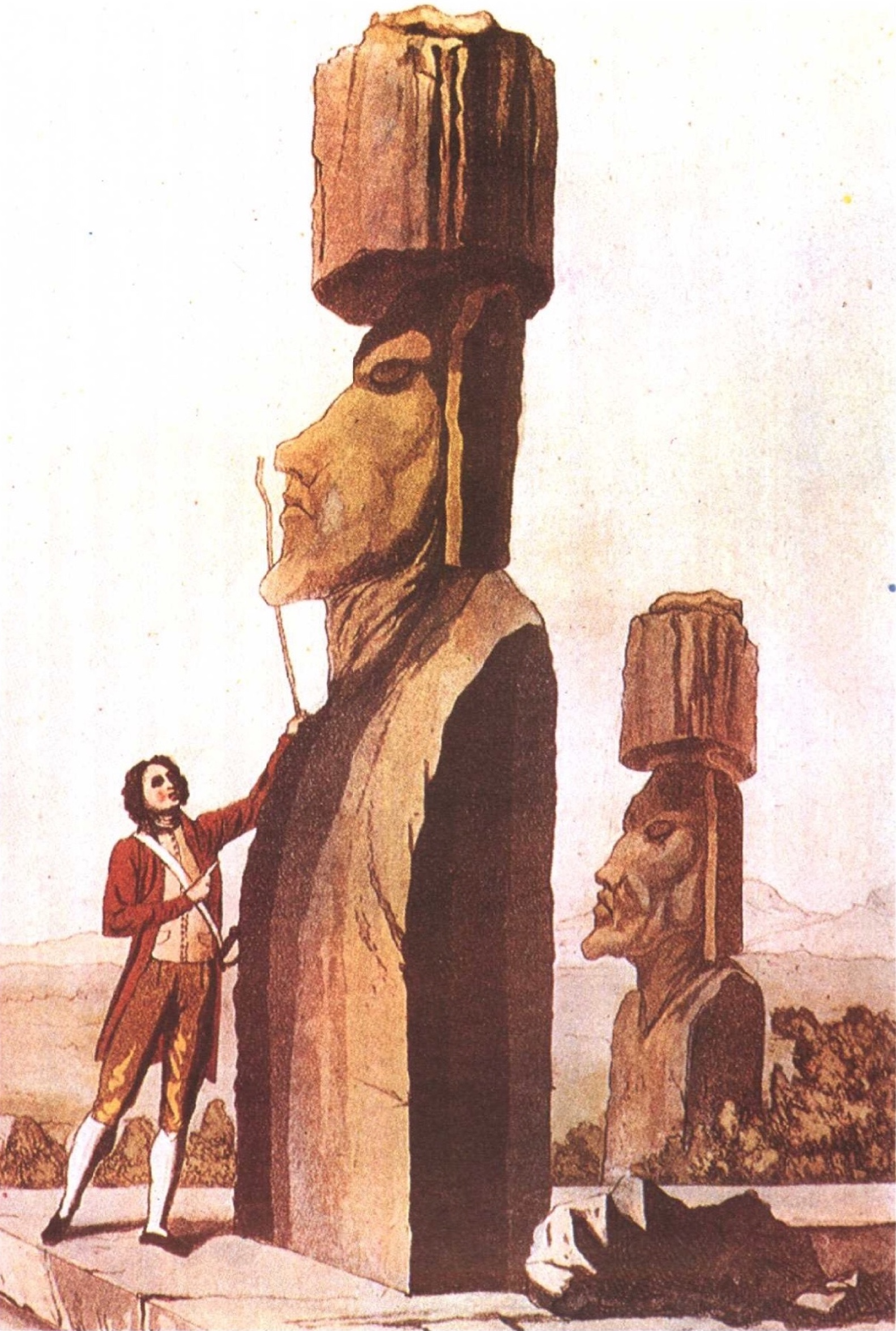
Jakob Roggeveen mesurant une statue de moaï, gravure du XVIIIe siècle.

Avant le XIXe siècle, Roggeveen mentionne la présence de grandes statues qui lui semblent faites d'argile, ainsi que la présence de terres fertiles. En revanche, Cook décrit l’île comme « très aride et très déserte » et signale qu’il y a des statues qui « tombent en ruine ». En 1786, l’expédition de Jean-François de La Pérouse produit des dessins et des descriptions détaillées des ensembles cérémoniels moaï. À sa suite, au XIXe siècle et au XXe siècle, Pierre Loti, aspirant à bord du navire la Flore, puis l’équipage allemand de la canonnière S.M.S. Hyäne, Catherine Routledge, Alfred Métraux et Thor Heyerdahl trouvent l’île dépourvue d’arbres et les moaï renversés de leurs ahu. Que s’est-il passé entre-temps ? La tradition orale parle de guerres internes, les paléoenvironnementalistes évoquent des sécheresses, des séismes et des tsunamis, les historiens et les économistes décrivent l’appropriation de l’île par les éleveurs de moutons et l’action des missionnaires. Ces causes, bien sûr, ne sont pas exclusives les unes des autres.
Déjà au XIXe siècle, on connaissait trois types de positions pour les moaï : ceux qui avaient été mis à bas et gisaient de tout leur long (certains ont été redressés depuis et restaurés sur leurs ahu) ; ceux, dressés sur les flancs du Rano Raraku, dont seule la tête dépassait du sol, et ceux, inachevés, figés en position horizontale dans la carrière du même rano (volcan). La majorité des archéologues pensent que les moaï dont la tête dépasse étaient au stade de la finition : glissés à bas du Rano Raraku, ils étaient fichés dans un trou pour les redresser, achever leurs sculptures (notamment dans le dos, inaccessible au moment de leur excavation de la roche). Peut-être remplissait-on le trou pour accéder aux parties hautes du moaï, à mesure que les parties basses étaient terminées. Après l’abandon du culte des ancêtres, la production des moaï a été interrompue : avec le temps, l’alluvionnement les a ensevelis jusqu’au haut du torse ou jusqu'au cou. Dès 1916, Catherine Routledge écrit que la partie visible n’est que le haut de statues plus grandes.
Elle est la première à effectuer une excavation pour mettre au jour le corps enfoui d’un moaï. En 1936, les travaux de l’expédition franco-belge d’Alfred Métraux confirment que comme les tikis polynésiens, les moaï ont tous un corps pourvu de bras et de mains. Chez les statues représentant une femme, souvent au ventre gonflé, les mains sont ramenées en avant de part et d’autre du nombril ; le dos des statues présente des pétroglyphes de tailles et de formes diverses, représentant peut-être des tatouages.
En février 2023, un nouveau moaï est découvert, pour la première fois à l’intérieur du lac du cratère du volcan Rano Raraku. Mesurant 1,60 mètre, le moaï est apparu complet, couché sur le côté, au centre de la lagune en cours d'assèchement depuis 2018.

## Rôle et datation
On ne sait à peu près rien des raisons qui ont poussé les matamua, les premiers habitants de l’île de Pâques, à augmenter la taille de leurs statues : il peut aussi bien s’agir d’une sorte de compétition de prestige entre clans, que d’un acte sacré raffermissant la cohésion de toute la population. Les théoriciens de l’effondrement de la civilisation indigène pour des raisons internes, comme Jared Diamond dans son livre Effondrement, supposent que cette industrie a épuisé les ressources de l’île, mais pour leurs contradicteurs, comme Benny Peiser s’appuyant sur les anciennes descriptions de l’île avant 1860, celle-ci était florissante et ce sont les animaux domestiques introduits par les Européens qui ont fait disparaître les forêts, permettant l’érosion qui a ravagé les sols.
Les méthodes de datation permettent de dater la roche mais pas la période à laquelle elle a été taillée. Il semble que les premiers moaï sculptés au XIIIe siècle étaient de taille et de morphologie humaine, comme ailleurs en Polynésie, pour évoluer vers les morphologies plus stylisées et imposantes que nous les connaissons aujourd’hui. Ce culte des ancêtres fut remplacé au XVIIe siècle par celui de Make-make : Jared Diamond a supposé que c’est parce que les habitants de l’île auraient anéanti leurs ressources en bois, mais les géomorphologues évoquent des séismes et des tsunamis. La tradition orale n’apporte pas de réponse mais fait état d’une guerre civile entre la majorité des « courtes-oreilles » et la minorité de « longues-oreilles » qui aurait été anéantie. Ces « longues-oreilles » ont été interprétés comme une classe dominante (qui aurait été d’origine amérindienne selon Thor Heyerdahl et ses partisans). Quoi qu’il en soit, lorsque le Hollandais Jacob Roggeveen aborda l’île le 10 avril 1722, les indigènes y vivaient en paix et en équilibre alimentaire, mais les statues étaient déjà à terre et c’est le culte de Make-make qui était pratiqué.
Depuis 2019, deux études affirment que les ahu et leurs moaï sont situés en aval des anciens points d’eau potable de l’île, et que leur construction aurait favorisé le développement de l’agriculture.

## Diffusion à travers le monde
La quasi-extermination en 1862 de la population d’origine matamua par les esclavagistes péruviens, le prosélytisme des missionnaires comme Eugène Eyraud et l’arrivée d’ouvriers agricoles polynésiens déjà évangélisés, amenés de Rapa et de Mangareva par les planteurs et éleveurs de moutons comme Jean-Baptiste Dutrou-Bornier, contribuèrent à la perte et à la déformation de nombreux souvenirs de la civilisation matamua (« de jadis »), mais les moaï, trop nombreux et massifs pour être détruits, sont restés très présents dans le paysage et la culture de l’île, et ont fasciné les visiteurs : dix d’entre eux ont été expédiés à Paris, Londres, Bruxelles, Washington, Viña del Mar, La Serena et Santiago-du-Chili. L’un d’eux est particulier : c’est Hoa Hakananai'a (l’« ami dérobé » en maori de l’île de Pâques), retiré du lieu de cérémonie d’Orongo le 7 novembre 1868 par l’équipage britannique du navire HMS Topaze (en), ramené à Portsmouth le 25 août 1869 et exposé depuis au British Museum de Londres. Il s’agit d’un moaï dont le dos est sculpté de pétroglyphes représentant le Tangata manu (« homme-oiseau », un rituel relié au culte de Make-make), qui était caché dans une grotte et toujours vénéré au XIXe siècle ; c’est peut-être pour cette raison qu’Eugène Eyraud, soucieux d’éradiquer ce qu’il tenait pour une « idolâtrie païenne », suggéra à l’équipage du Topaze d’emmener cette statue hors de l’île. Cette particularité (et le parallèle fait avec le cas des « marbres Elgin ») ont déterminé le gouvernement chilien à réclamer au Royaume-Uni la restitution de Hoa Hakananai’a.
La France, pour sa part, possède trois authentiques têtes de moaï :
- la première, de 1,85 m, fut amenée par Pierre Loti en 1872 au musée d'Ethnographie du Trocadéro à Paris à bord de la frégate La Flore, puis transférée en 2005 du musée de l'Homme au musée du Quai Branly ;
- les deux autres, l’une de 1,70 m et l'autre de 42 cm amenées par Henri Lavachery et Alfred Métraux pour le musée de l'Homme lors de leur expédition à l’île de Pâques en 1934-1935, ont été ultérieurement transférées au musée du Louvre.

En outre, depuis 2009, une réplique est exposée au 17 boulevard Schlœsing à Marseille, dans le 10e arrondissement.

## Édification

Carte de l'île avec la localisation d'une partie des ahu, plates-formes cérémonielles accueillant les moaï.

### Excavation et sculpture des moaï et despukao
La quasi-totalité des moaï de l’île a été excavée de la carrière de tuf de Rano Raraku, dans la partie est de l’île, proche du plateau de Poike. Cette carrière montre bon nombre de moaï inachevés, qui sont autant d’exemples permettant d’avoir une idée de la façon dont les statues étaient excavées, d’autant que les outils (toki) sont encore là. Vraisemblablement, les tailleurs de pierre taillaient d’abord le bloc dans la masse du roc, sans détacher le dos de la paroi. Le bloc était dégrossi sur la face avant, puis suivait la sculpture des détails morphologiques (sauf les yeux, qui sont taillés lors de l'édification). Après quoi, le bloc était détaché de la paroi en taillant le dos de la statue. Le moaï, en position horizontale, glissait alors sur un traîneau en forme de radeau roulant sur des pierres rondes jusqu’à un trou aux pieds du volcan, où il était dressé à l’aide de pierres accumulées (souvent encore là) et de leviers. Là, les pétroglyphes de son dos, peut-être conformes aux tatouages de l’ancêtre divinisé, étaient sculptés à leur tour, puis la statue recevait son pukao, coiffure de tuf rouge provenant de la carrière de Puna Pau.

### Transport et édification

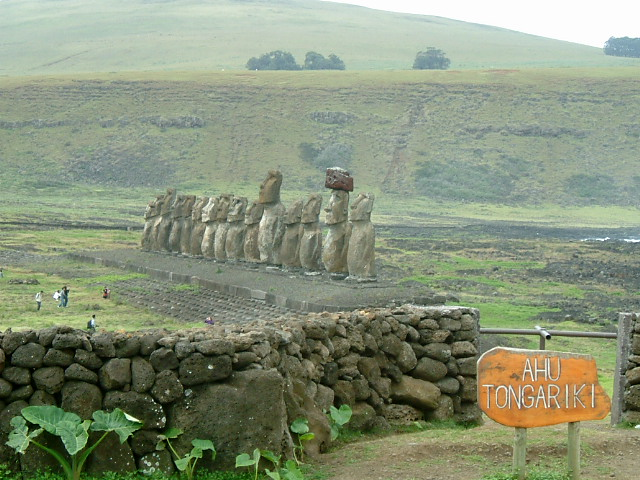
Ahu Tongariki.

Différentes expériences d’archéologie expérimentale ont tenté de retrouver les techniques mises en œuvre pour le transport et l’édification des moaï. Lors des essais de Jo Anne Van Tilburg, les statues ont été déplacées sur des traîneaux en bois attachés par des cordes et positionnés sur des rails à pirogue constitués de rondins de bois maintenus par des traverses. Cet essai a permis de montrer qu’entre 50 à 70 personnes tractant le traîneau en synchronisation pouvaient déplacer un moaï de près de 12 tonnes, sur une distance de 14,5 km, en moins d’une semaine (à raison de 5 heures/jour).
En 2011, Terry Hunt et Carl Lipo, deux anthropologues américains de l'Arizona Honnors College, voulurent vérifier les récits de la tradition orale selon lesquels, une fois détachés de la carrière et glissés au bas du volcan, les moaï auraient été dressés dans des trous à l’aide de perches, coiffés de leur pukao en tuf rouge, puis auraient « marché » jusqu’à leur ahu où ils auraient été installés puis « réveillés » c’est-à-dire pourvus de leurs « yeux » en corail et obsidienne. Leurs essais ont montré que cela est possible selon la « technique du frigo », « possible » ne signifiant pas « certain »,.
Après avoir été installé sur son ahu, le moaï était paré de ses « yeux » en corail, obsidienne ou tuf. En 1979, deux archéologues de l’île travaillant avec Nicolas Cauwe, Sonia Haoa et Sergio Rapu, découvrent au pied d'un ahu un œil complet de moaï, constitué d'un demi-globe en corail blanc et d’un iris en tuf rouge. Ces recherches montrent que les détails des moaï n’étaient sculptés et assemblés qu’une fois arrivés à l’emplacement où ils devaient être dressés, probablement parce qu’ils n’étaient encore que de la pierre durant leur transport (avec risque de bris) et n’étaient consacrés qu’une fois érigés avec succès. Cauwe fait une analogie avec Michel-Ange qui ne sculptait pas ses œuvres dans les carrières de Carrare.
Dans les années 1950, Thor Heyerdhal et une équipe de six personnes commencèrent à tailler un moaï avec des outils de l’époque. Même s’ils s’arrêtèrent avant d’avoir terminé l’excavation de leur statue, Heyerdhal calcula qu’il faudrait environ 12 à 15 mois pour extraire un moaï de taille moyenne. Pour redresser le moaï, Heyerdhal demanda aux Rapanuis de trouver un moyen, et ceux-ci érigèrent une rampe de pierres en pente douce pour tirer la statue la base en avant. Puis ils soulevèrent la tête de la statue de quelques centimètres grâce à des leviers de rondins. Dans l’espace créé, les ouvriers glissèrent des pierres, qui maintenait la tête de la statue. De degrés en degrés, la statue fut ainsi élevée jusqu’à sa position verticale. Selon cette hypothèse, les moaï surmontés de leur pukao étaient érigés en une fois, c’est-à-dire que le pukao était déjà assemblé à son moaï dans sa position couchée, l’ensemble maintenu par un châssis, plutôt que d’être élevé sur la tête de son moaï, une fois celui-ci debout.
En 2015, Jean Troccon a simulé la levée des statues sur une maquette au 1/20 ème. Il en explique méthodiquement le mécanisme dans un document complet, à l'aide d'une vingtaine de clichés.

## Origine du culte des Moaï

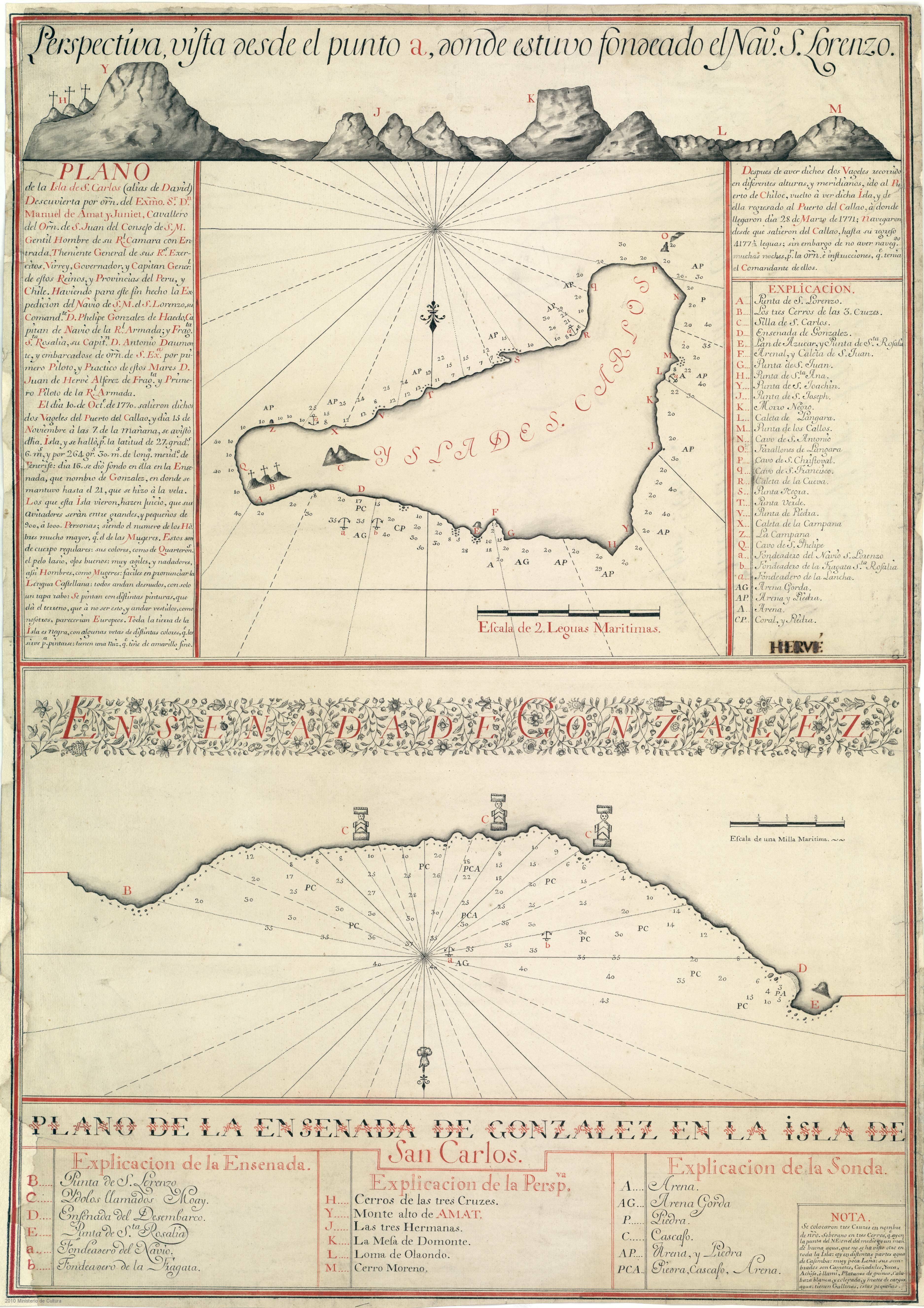
Carte espagnole de 1770 de l'île de Pâques ; les cartes manuscrites originales de l'expédition espagnole se trouvent au Musée naval de Madrid et dans la collection Jack Daulton, États-Unis.

Le culte des ancêtres existe dans de nombreuses cultures, dont les austronésiennes et les amérindiennes, mais la taille des effigies est rarement aussi impressionnante que celle des moaï. La culture pascuane ancienne, dite des haumaka (« ceux de Hotu Matu’a ») ou des matamua (« ceux d’autrefois ») ne nous est accessible qu’au travers de traditions orales largement influencées par les questions des Européens et l’on ignore tout des rites jadis pratiqués autour des moaï. Selon les archéologues et les ethnologues, les moaï sur leurs ahus sont la version locale des tikis polynésiens sur leurs maraes, ayant le même rôle symbolique, rituel et social et probablement polychromes à l’origine.
Selon la plupart des auteurs, les matamua affirmaient descendre du premier roi mythique, Hotu Matu'a : c’étaient les habitants d’origine de l’île avant la catastrophe démographique de 1861 et avant les immigrations qui ont suivi. La communauté matamua a disparu à 90% dans les années suivant 1861, lorsque les esclavagistes péruviens en emmenèrent des centaines aux îles Chincha pour les y vendre aux exploitants de guano, et lorsque les maladies importées par les Européens se répandirent. Cela mit fin à au moins six siècles de continuité démographique, un temps largement suffisant pour l’évolution stylistique des tikis en moaï, dont la taille augmenta progressivement tant que les lois de la physique et les ressources de l’île le permirent. Après la catastrophe démographique de 1861, qui a fait perdre une bonne partie de la mémoire collective, la population pascuane se reconstitua à partir des matamua survivants et des ouvriers agricoles venus de Polynésie française depuis 1864 pour travailler dans les plantations et les élevages des colons européens comme Dutroux-Bornier. Ce sont les marins rapanais et mangareviens qui ont appelé l’île Rapanui (la « grande Rapa »), nom que les polynésiens pascuans adoptèrent aussi dans leur langue.
La taille et le poids des moaï ont suscité de très nombreuses légendes qui postulent toutes que les matamua auraient été incapables de parvenir à les concevoir, réaliser, transporter et ériger sans influence extérieure. La théorie de l’influence extérieure remonte au missionnaire allemand Sebastian Englert qui la publia en 1948, peu avant l’expédition de Thor Heyerdahl à l’île de Pâques, mais les racines en sont antérieures et font état de migrations trans-océaniques très anciennes de « peuples civilisateurs » (qu’Heyerdahl tenta aussi de démontrer) de l’Égypte antique à la méso-Amérique, de celle-ci à l’Amérique du Sud, et de là vers la Polynésie. Ainsi, dans l’île de Pâques, ce seraient donc les Incas qui auraient importé leur expertise poussée en architecture monumentale, que les Polynésiens issus de Hotu Matua auraient ignorée auparavant. Dans cette théorie, une ségrégation se serait maintenue entre les indigènes et les hanau eepe (« hommes forts ») instigateurs de la construction des différents monuments de pierre élaborés et des moaï, qui seraient des effigies des Incas dont ils auraient les traits caractéristiques : long nez effilé, lèvres minces et le menton proéminent. Le pukao des moaï représenterait le llautu, turban sacré de l’Inca Tupac Yupanqui et de sa garde d’élite, arrivés vers 1465 sur leur flotte,.
Cette thèse affirme que la tradition orale qui mentionne sur l’île des « courtes oreilles » et des « longues oreilles » (aux lobes distendus par de lourds pendentifs) ne distinguerait pas, comme ailleurs en Polynésie, les hanau momoko (« hommes ordinaires ») des ariki nui (« grands guerriers ») ou hanau eepe (« hommes forts »), mais les plébéiens polynésiens des aristocrates incas,. Elle rapproche l’ahu Vinapu, une plate-forme de pierres parfaitement taillées, situé au sud-est de l’île et ayant supporté plusieurs moaï, d’un monument funéraire en particulier, appelé Chullpa, encore visible près du lac Titicaca sur le plateau andin. Les moaï auraient été descendus du sommet de la carrière du volcan Rano Raraku à l’aide de cordes et d’un système de treuils d’inspiration inca, dont les vestiges seraient encore visibles au sommet du cratère de l’ancien volcan.
Les archéologues Claudio Cristino et Edmundo Edwards ayant découvert sur l’îlot Motu Nui de grosses pierres de Hare Paenga, taillées dans du keho, un basalte provenant du volcan Rano Kau, ainsi que des débris de tuf volcanique provenant du Rano Raraku, la journaliste Georgia Lee en déduisit, comme Sebastian Englert avant elle, que des pierres taillées massives ont été transportées par mer sur une distance de 3 km à partir de l’île principale d’autant que certains moaï enlevés de l’île pour être emmenés dans des musées européens, ont bien été transportés sur des barges jusqu’aux navires. Ce mode de transport a été intégré à la théorie de l’influence inca
Toutefois, selon Nicolas Cauwe, compte tenu des ressources en bois et des conditions de navigation et d’abordage de l’île, l’archéologie expérimentale ne permet pas de corroborer cette supposition, car pour que les matamua puissent tenter de tels transports maritimes, il eût fallu que d’épaisses forêts de cocotiers à croissance rapide tapissent l’île, et dans tous les cas, les fonds marins devraient regorger de moaï et de mégalithes perdus en raison des grandes lames de fond qui frappent presque en permanence la côte, où seule la plage d’Anakena permettrait d’embarquer ou débarquer de lourdes charges, non sans danger.
En fait les données archéologiques montrent que peu avant la découverte de l’île par les Européens, la production de moaï cessa parce que le culte des ancêtres fut remplacé par celui de Make-make avec le rituel du Tangata manu, mais les causes de ce changement sont discutées et probablement multiples : problèmes climatiques, disette, guerre civile (si l’on suit la tradition orale), séisme et tsunami ayant renversé des statues (si l’on suit les traces de charriage), ces causes ne s’excluent pas l’une l’autre ; quoi qu’il en soit, sur les dessins de Gaspard Duché de Vancy, membre de l’expédition de La Pérouse, les moaï sont encore debout sur leurs ahu, et toujours coiffés de leurs pukao en avril 1786.

## Galerie comparative

Moais, effigies analogues et site cérémoniel
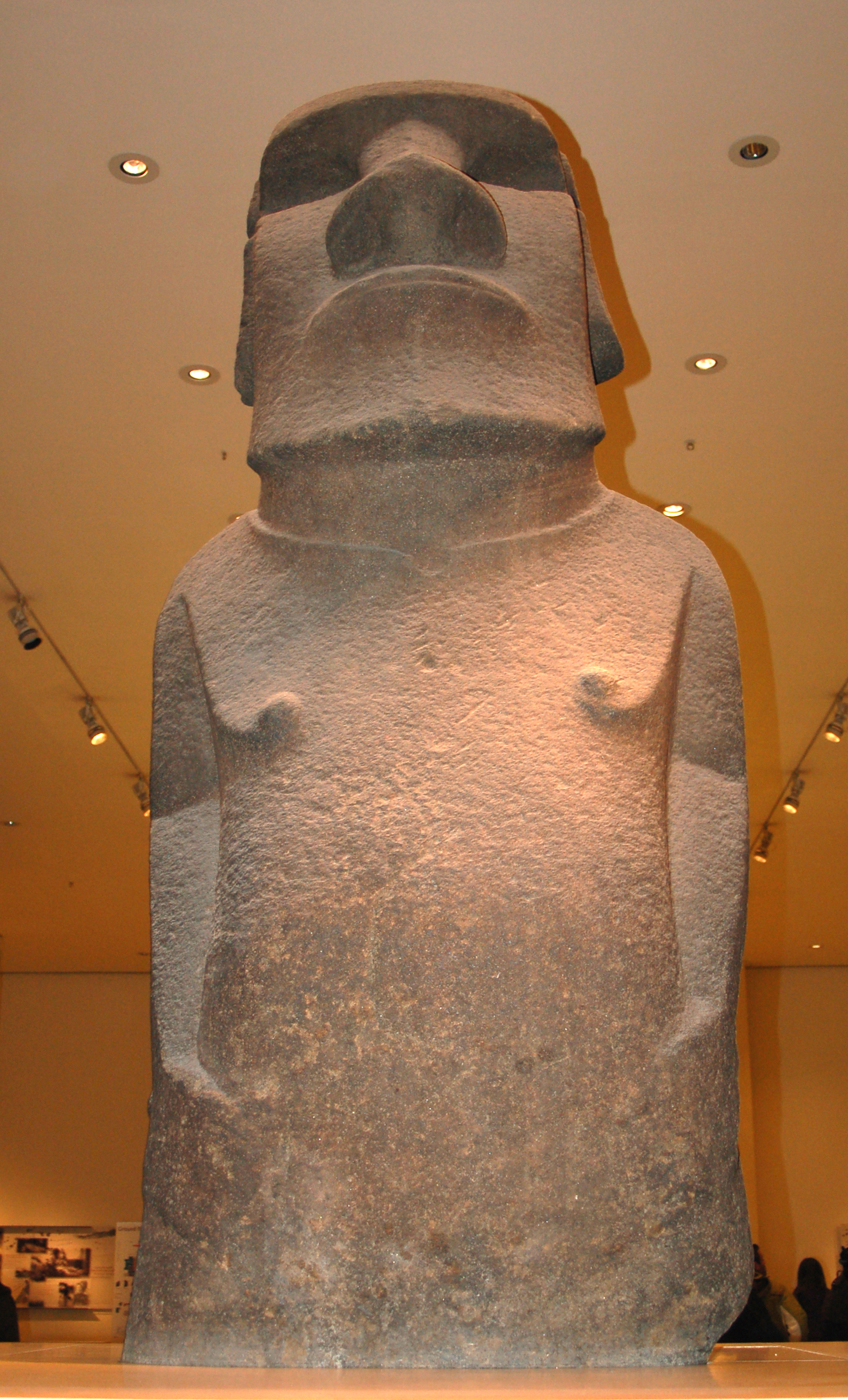
Moai dit Hoa Hakananai'a, d’Orongo (British Museum).
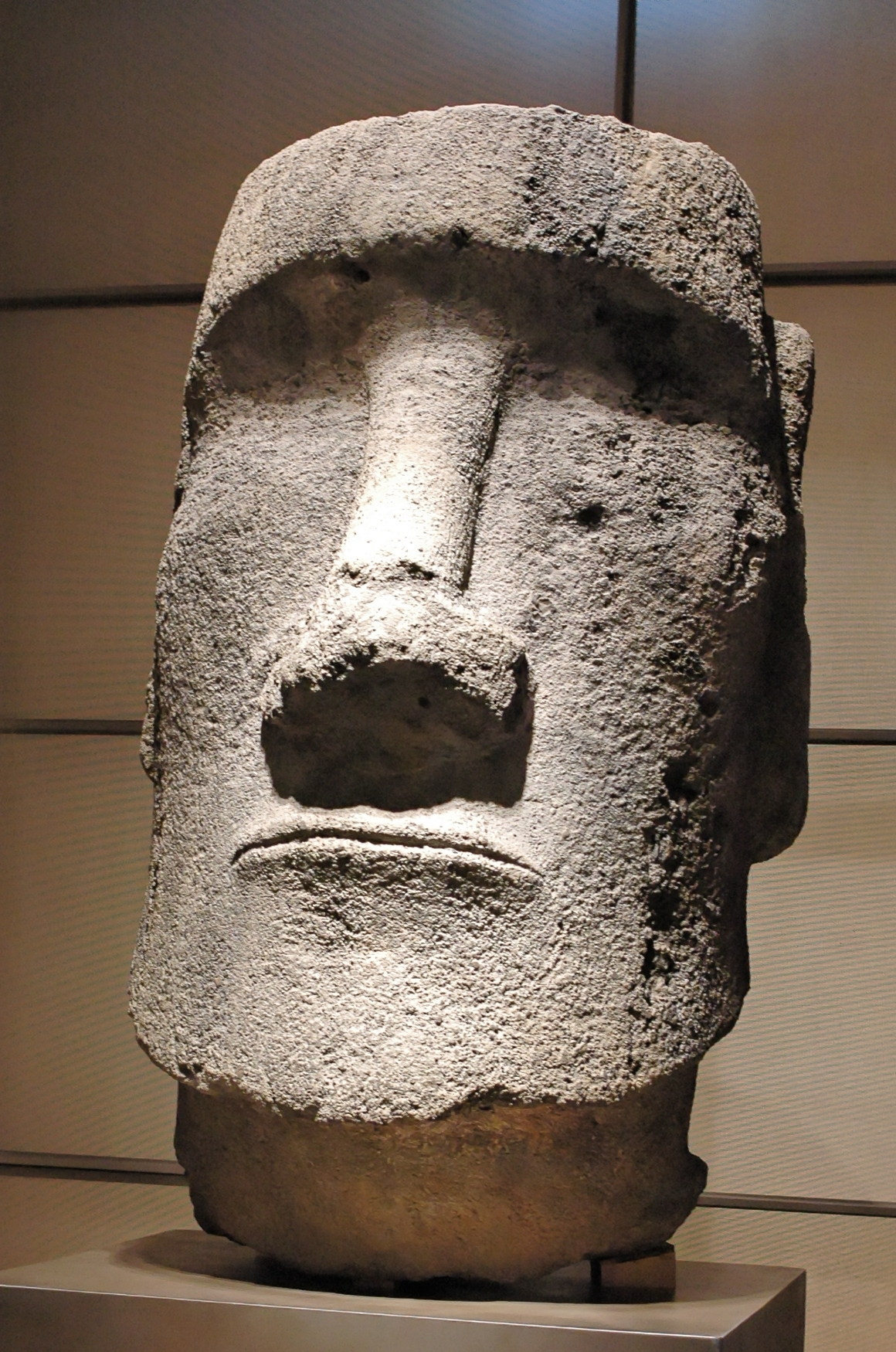
Tête d’un moaï, dit "Ansosis" (Paris, musée du Louvre).
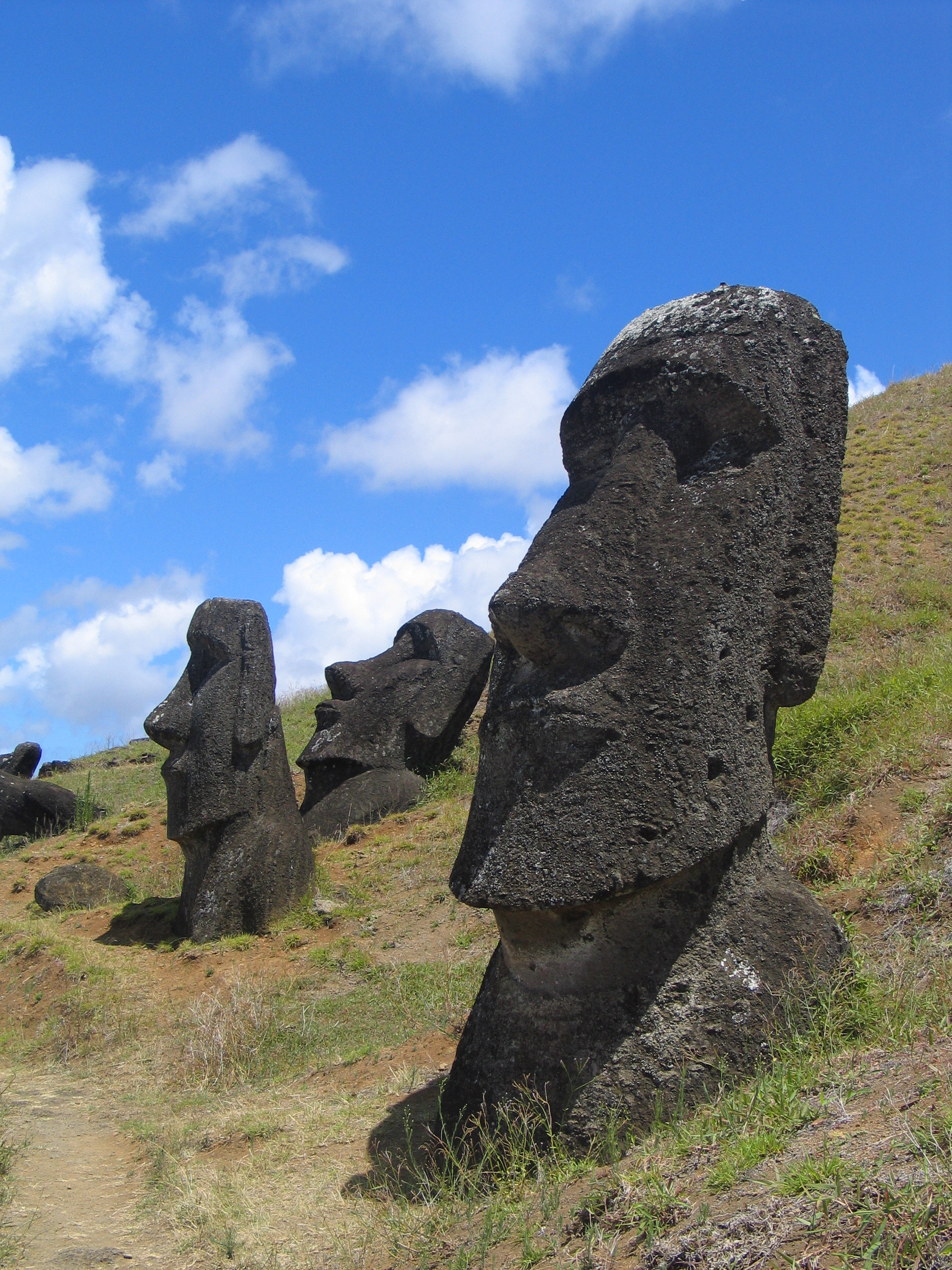
Moai sur le Rano Raraku.
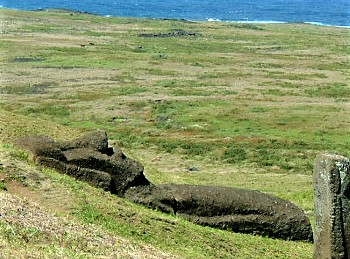
Moai couché sur les flancs du Rano Raraku.
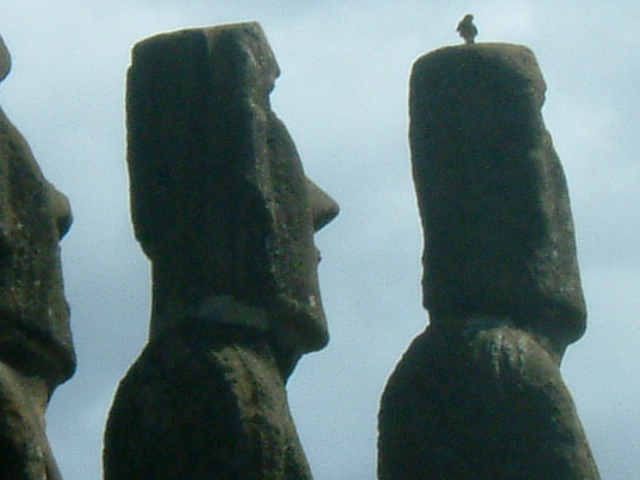
Toke-toke (faucon endémique de la famille des Milvago) posé au sommet d’un moaï.
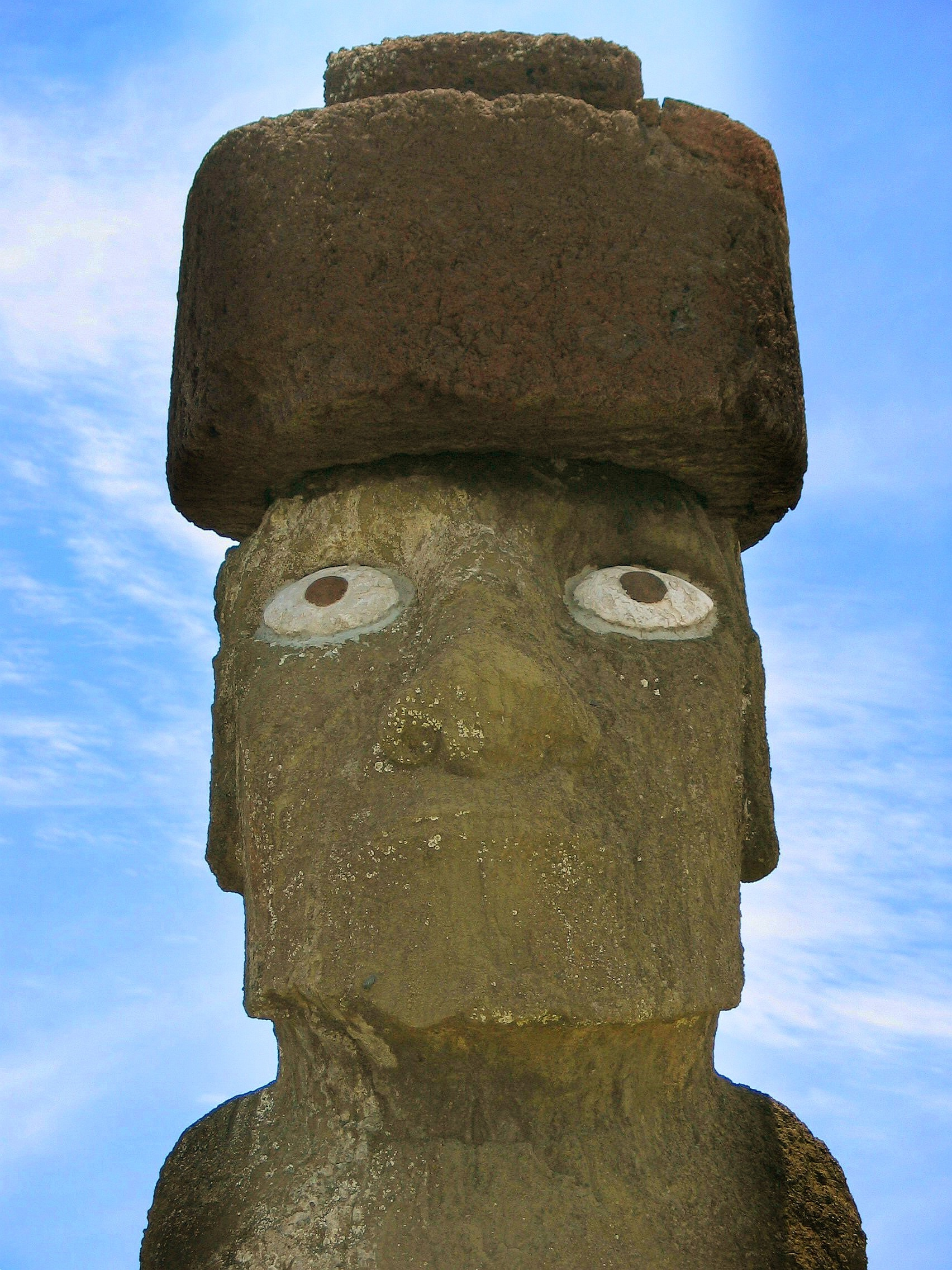
Moaï restauré, pourvu de ses yeux en corail et coiffé de son pukao.
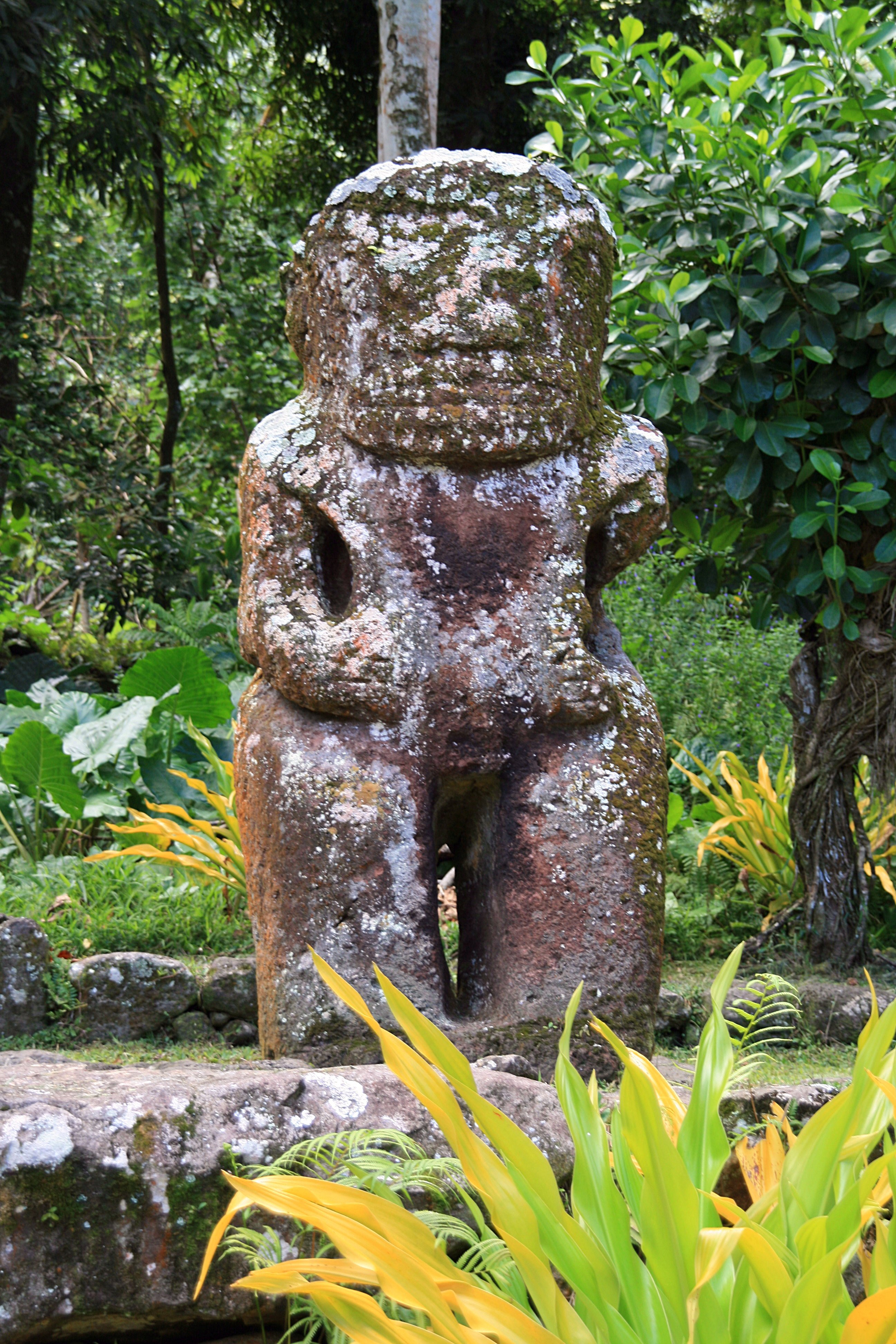
Tiki du chef Taka’i’i à Mea’e Te l’Ipona, près de Puamau, dans Hiva.
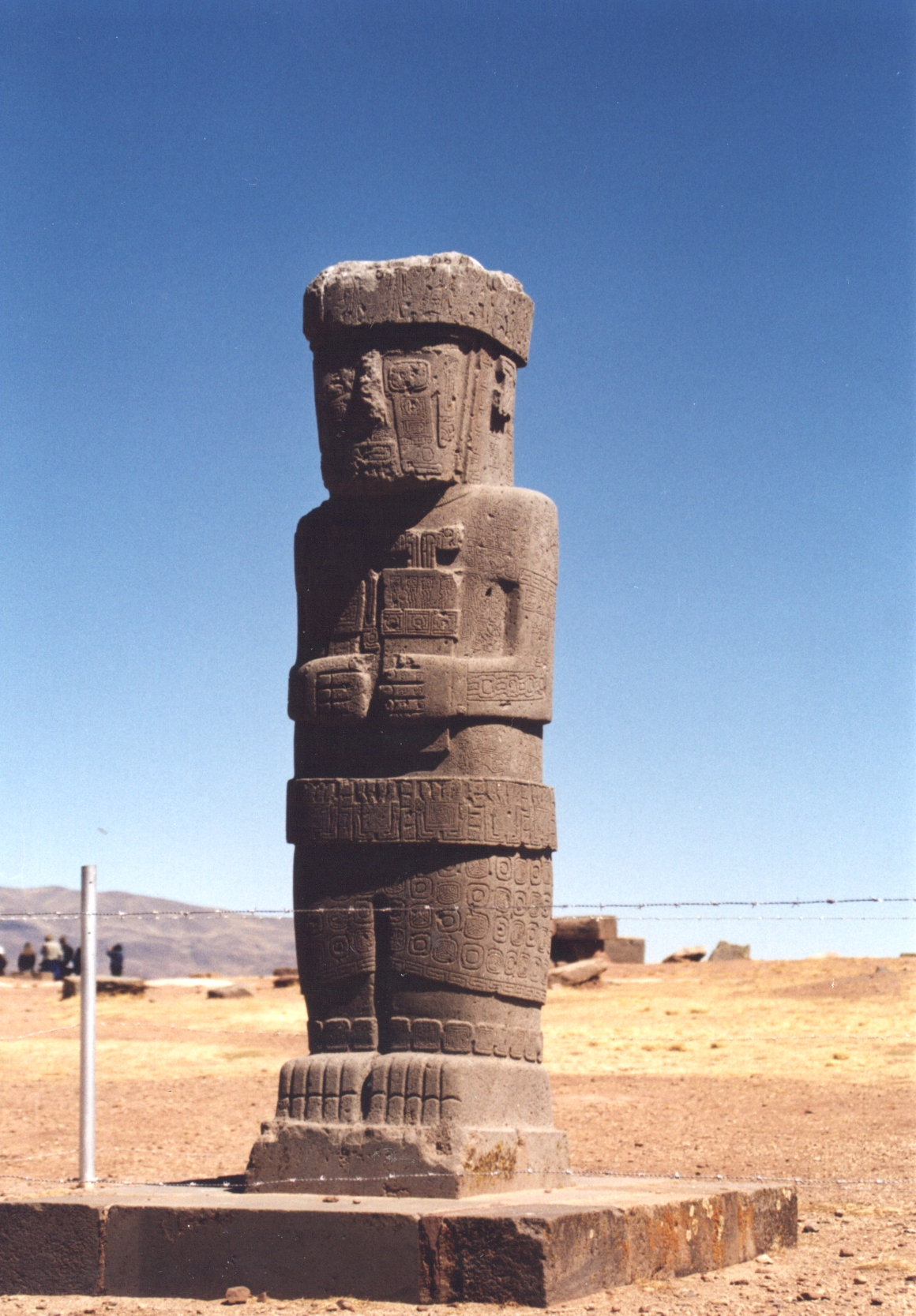
Statue anthropomorphe de la civilisation andine de Tiwanaku.
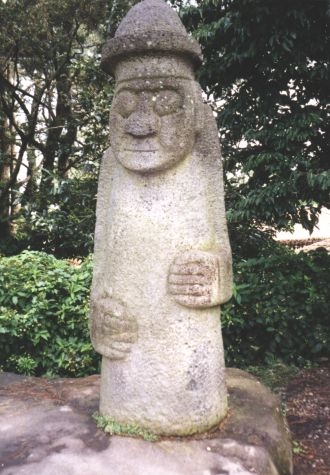
Dol hareubang de l’île de Jeju-do, en Corée du Sud.
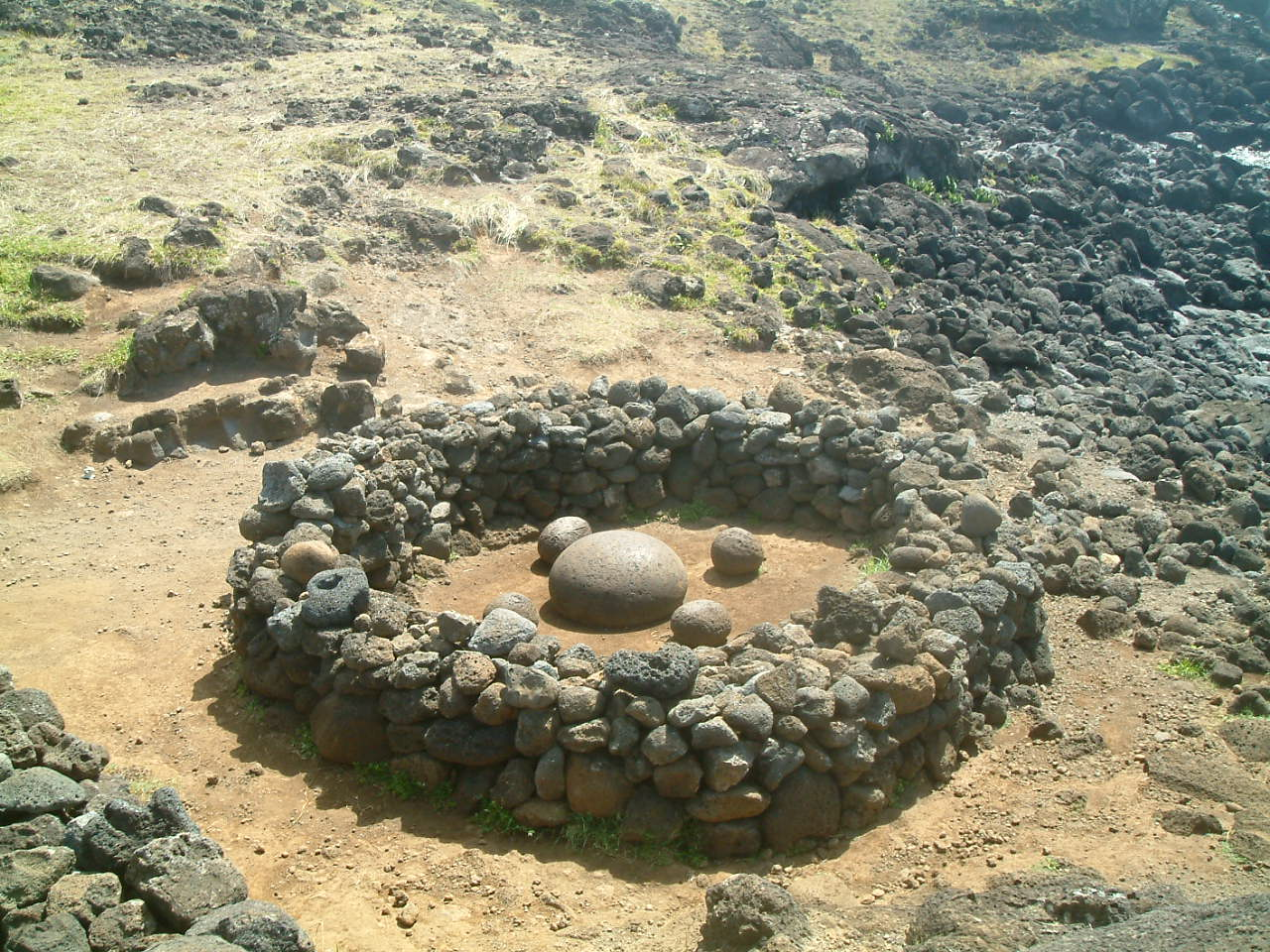
Site cérémoniel et lieu de négociations te pito o te henua soit « milieu de la terre » pour le centre de l’île[39].

## Autres sculptures de l'Île de Pâques

Artefacts des premiers autochtones
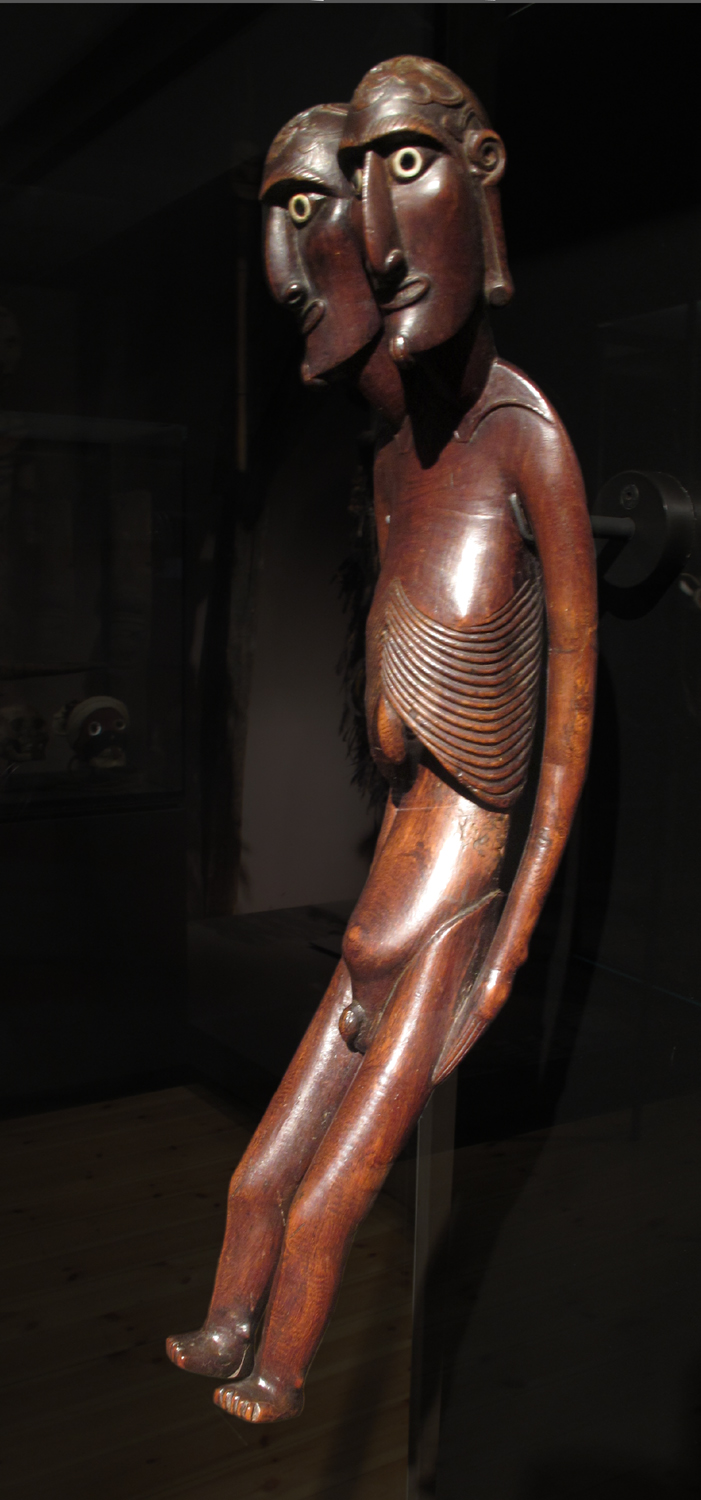
Moaï kava-kava bicéphale en Sophora toromiro, obsidienne et os d’oiseau (Muséum d'histoire naturelle de La Rochelle).
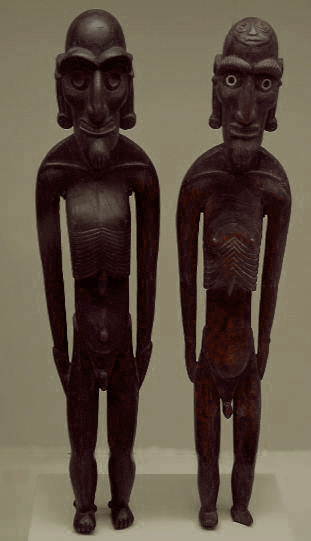
Deux Moaï kava-kava en Sophora toromiro, obsidienne et os d’oiseau, fin XIXe siècle (musée américain d'histoire naturelle).
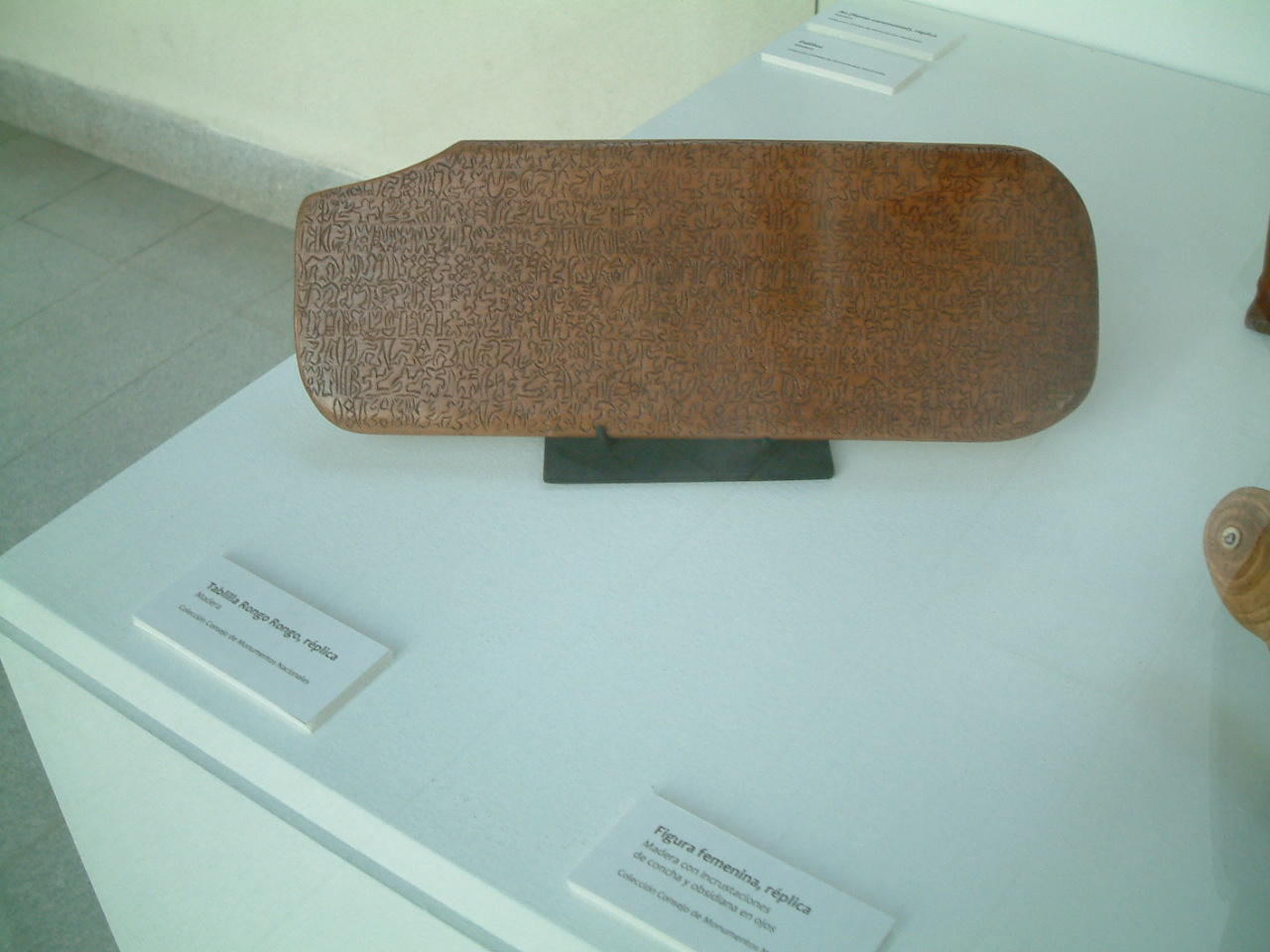
Réplique d’une tablette Rongo-Rongo (musée de la Moneda (Santiago du Chili).
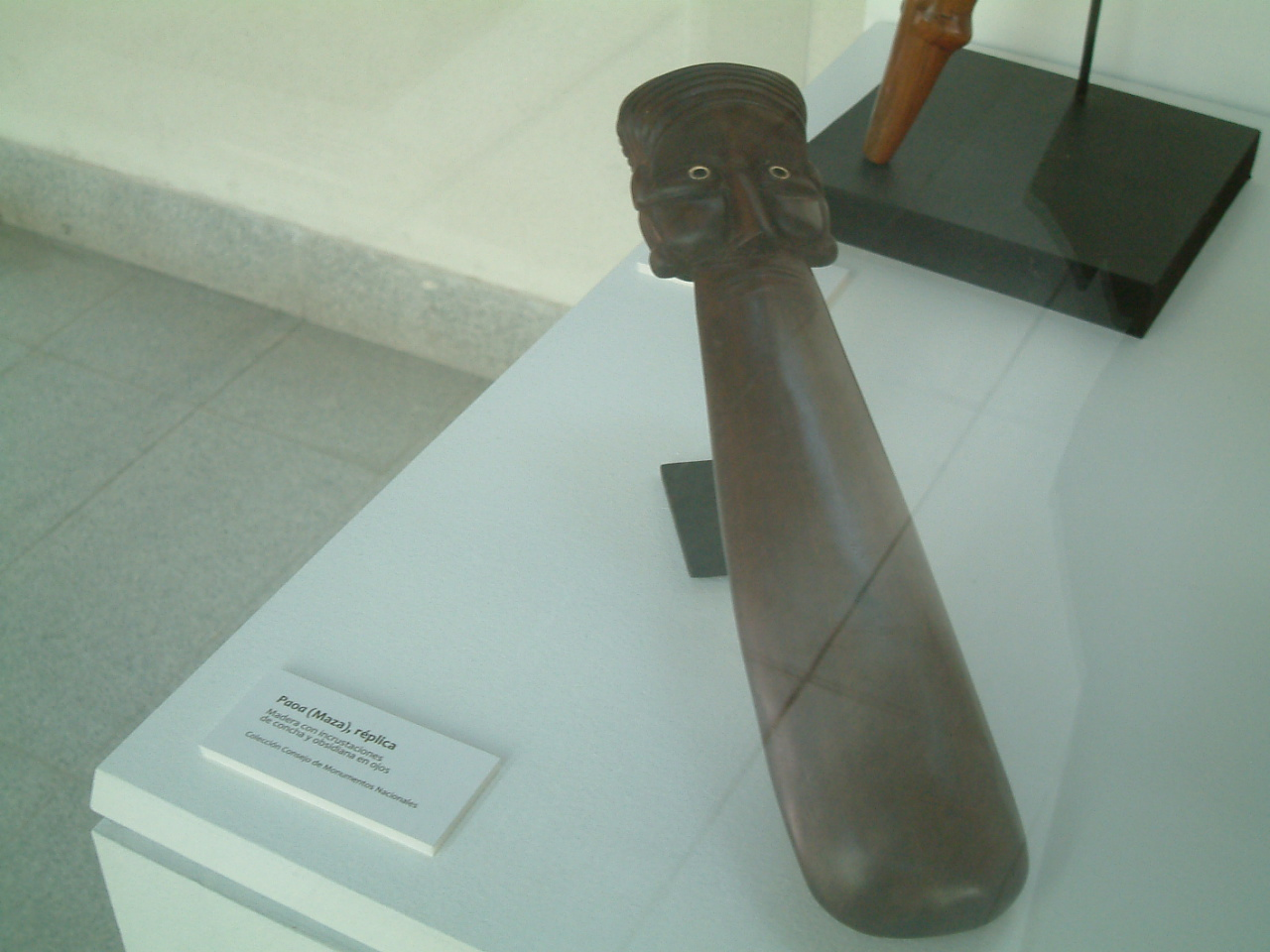
Sceptre de cérémonie paoa (musée de la Moneda à Santiago du Chili).
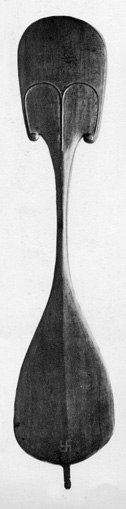
Rapa ou pagaie d’apparat et de danse[40].
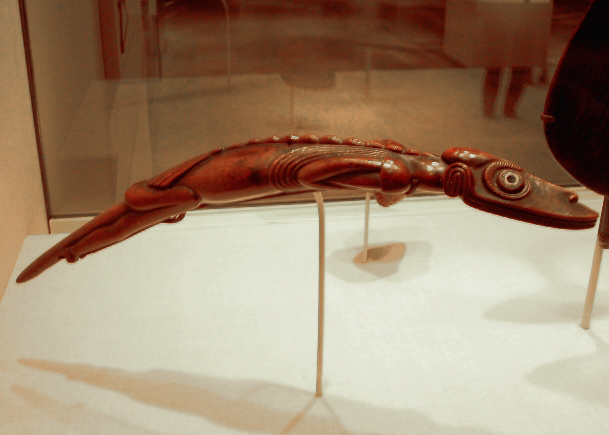
Lézard nageant anthropomorphe, divinité Moko-miro (Metropolitan Museum of Art, New York)[41].

## Dans la culture populaire

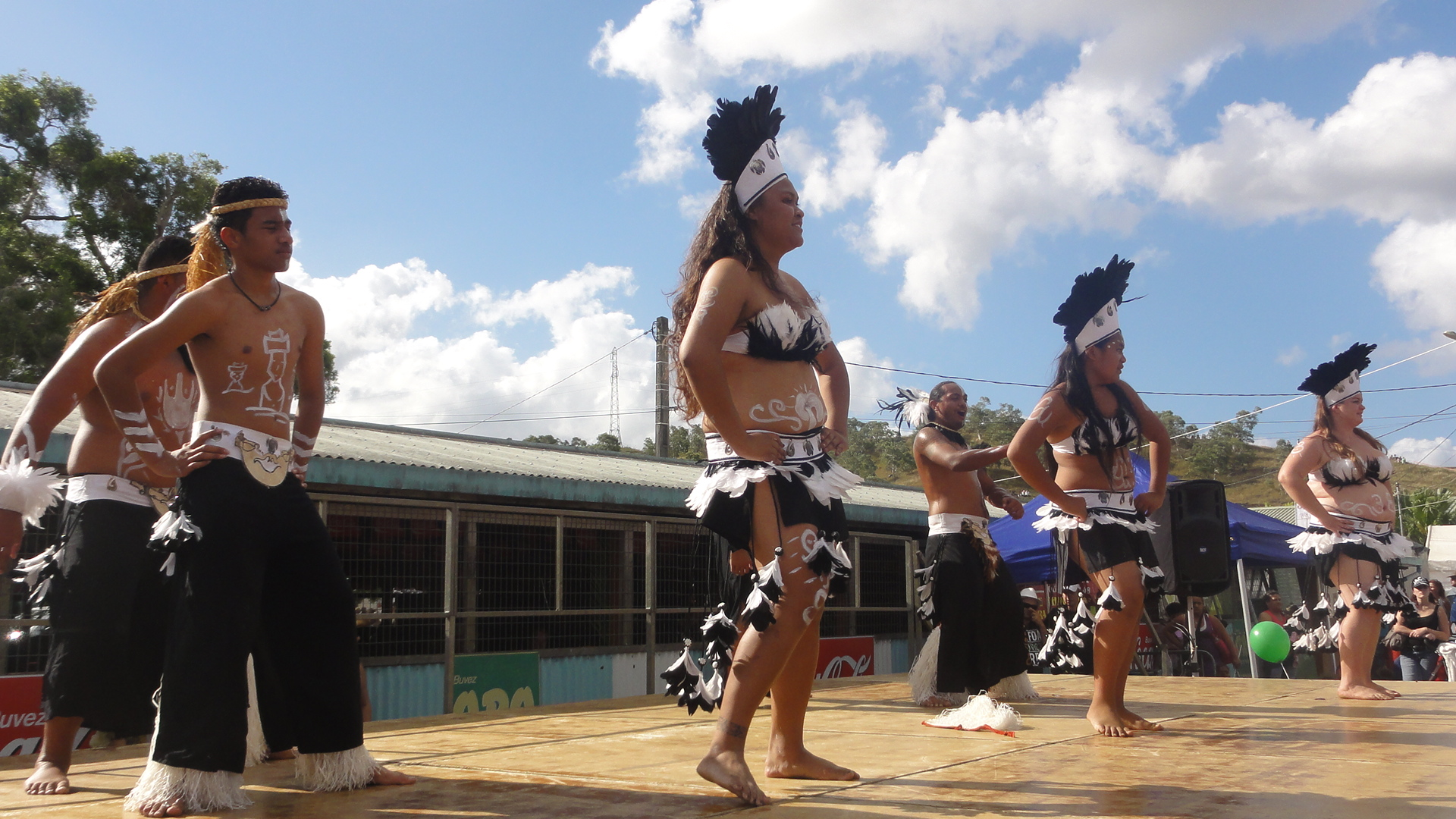
À gauche, l'un de ces danseurs polynésiens de Nouvelle-Calédonie arbore un moai peint en blanc.

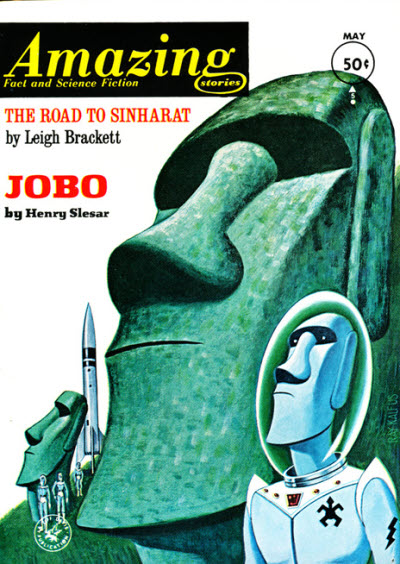
Couverture du magazine Amazing Stories en May 1963.

### Au cinéma

#### Rapa Nui
Le film américain Rapa Nui, réalisé en 1994 par Kevin Reynolds et produit par Kevin Costner, présente la civilisation pascuane de façon fantaisiste. Plusieurs séquences montrent l’élaboration des moaï comme le résultat de la mégalomanie des seules classes dirigeantes, le côté sacré étant absent. Dans le film, ce sont les autochtones, et non les moutons, qui font absurdement disparaître les forêts pascuanes, selon l’hypothèse de Jared Diamond. La coutume de l’« homme oiseau » est représentée comme une violente compétition où l’on doit gagner contre les autres et dont le vainqueur fait du chef de son clan l’ariki nui, alors qu’en fait cette dignité était héréditaire au sein de la lignée Miru, descendant selon la légende du découvreur de l’île Hotu Matu'a. Là aussi le côté sacré est éludé ainsi que le fait que c’est le dieu Make-make qui désignait l’« homme oiseau » de l’année, au moyen du premier œuf pondu par les oiseaux (il suffisait d’attendre patiemment pour observer lequel).

#### Autres films
- L'île de Pâques et ses moaï jouent un rôle important dans l'intrigue de Dakota Harris (1986).
- Dans le film Mars Attacks! (1996), les moaï de l'île de Pâques sont détruits comme des quilles au moyen d'une immense boule de bowling.
- Dans la série de films La Nuit au musée, un moaï (doublé par Brad Garrett) apparaît régulièrement.
- Dans le film Hop (2011), les bouches des moaï s'ouvrent pour permettre au lapin de Pâques d'accéder à l'usine où il fabrique les bonbons et chocolats à distribuer. La nuit, leurs yeux s'allument pour ouvrir un portail qui mène vers les autres pays.

### À la télévision
- Iorana (en) (1998) est une série télévisée chilienne qui se déroule dans l'Ile de Pâques[43]. Immergée par 22 mètres de fond depuis 1997, une réplique de moaï fabriquée pour les besoins de cette série[44] est parfois présentée dans les mythes urbains comme issue du tournage du film Rapa-Nui, voire comme une preuve que les moaï ont été transportés par mer.
- Blake et Mortimer (série télévisée d'animation de 1997-1998) : Le Secret de l’île de Pâques (scénario propre à la série télévisée), diffusée sur Canal+ et produite par Dargaud Films[45].

### Dans la littérature
- Pierre Loti : L'Ile de Pâques : Journal d'un aspirant de La Flore précédé du Journal intime (3-8 janvier 1872), éditions Magellan  (ISBN 9782350742502)
- Henri Vernes : Les géants de Mu, éditions Ananké, 2007  (ISBN 978-2874181474).

### Dans la bande dessinée
- Dans Mû, la 29ème aventure de Corto Maltese, dessinée par Hugo Pratt, le héros, après avoir consommé un champignon, discute avec des moaï.
- Dans la série Blast par Manu Larcenet, Polza Mancini et Roland Oudinot partagent une fascination pour les statues monumentales moaï.
- Les Voyages d'Anna relate les aventures d'Anna, jeune Vénitienne, embarque en 1885 avec le peintre fictif Jules Toulet et entame un tour du monde et durant lequel elle découvre les mystérieuses statues de l'île de Pâques.
- Les aventures de Nicolas Hulot est une BD qui relate les aventures fictives du fameux journaliste et animateur de télévision. Le tome 1 Le trésor des Moaï se déroule en grande partie autour des célèbres statues  (ISBN 9782723473996).

### Dans la musique
- Moai (Song of Ancient Giants) de Michael Sweeney[46].